# رامون مينيزيس روما
رامون مينيزيس روما (بالبرتغالية: Ramon Menezes Roma‏) هو لاعب كرة قدم برازيلي في مركز الدفاع، ولد في 3 مايو 1995 في Riachão do Jacuípe ‏ في البرازيل. لعب مع نادي مكابي تل أبيب.

## وصلات خارجية
- رامون مينيزيس روما على موقع قاعدة بيانات كرة القدم.إي يو (الإنجليزية)
- رامون مينيزيس روما على موقع Soccerway.com (الإنجليزية)
- رامون مينيزيس روما على موقع عالم كرة القدم.نت (الإنجليزية)